# Uraiújfalu
Uraiújfalu je obec v Maďarsku v župě Vas, spadající pod okres Sárvár. Nachází se v blízkosti dálnice M86, asi 7 km jihozápadně od Répcelaku a asi 16 km severovýchodně od Sárváru. V roce 2024 zde žilo 830 obyvatel. Druhá část názvu, újfalu, znamená nová ves.
K obci Uraiújfalu patří také vesnice Szentivánfa (význam názvu je strom svatého Jana), která byla do 1. července 1969 samostatnou obcí. První písemná zmínka o Uraiújfalu pochází z roku 1221, o Szentivánfě (tehdy nazývané Szentivánfalva) z roku 1342. Nyní tvoří Szentivánfa západní část obce a svojí zástavbou navazuje na vlastní Uraiújfalu, hranice mezi nimi není zřetelná.
V Uraiújfalu se setkávají celkem čtyři vedlejší silnice. Silnice 8447 přichází z Nicku, prochází Uraiújfalu a pokračuje do Jákfy, 8448 přichází z Vasegerszegu, prochází Szentivánfou a končí na křižovatce s 8447, silnice 8449 přichází z Vámoscsaládu a končí na křižovatce s 8448. Silnice 8452 vychází z 8447, překonává mostem řeku Rábu a pokračuje do Ostffyasszonyfy. Blízko prochází také dálnice M86, přímo zde se ale nenachází žádný exit – nejbližší exity jsou u obcí Nick a Zsédeny. Na železniční síť obec napojena není, nejbližší zastávka se nachází ve Vámoscsaládu.
V Uraiújfalu se nacházejí tři kostely – katolický kostel Srdce Ježíšova v Uraiújfalu, katolický kostel svatého Jana Křtitele v Szentivánfě a evangelický kostel, postavený roku 1784 v barokním slohu, u něhož se nachází hřbitov. V blízkosti evangelického kostela se nachází zámek Ajkay, postavený kolem roku 1790 v pozdně barokním slohu, později byl přestavěn v romantickém slohu.

## Sousední obce
| Růžice kompasu |             | Vámoscsalád | Nick Kenyeri    | Růžice kompasu |
| Růžice kompasu | Vasegerszeg | Sever       | Csönge          | Růžice kompasu |
| Růžice kompasu | Vasegerszeg | Uraiújfalu  | Csönge          | Růžice kompasu |
| Růžice kompasu | Vasegerszeg | Jih         | Csönge          | Růžice kompasu |
| Růžice kompasu | Jákfa       |             | Ostffyasszonyfa | Růžice kompasu |